# Listă de politologi
A
Robert Axelrod

B
Silviu Brucan

C
Anton Carpinschi---
Richard von Coudenhove-Kalergi

E
Julius Evola

F
Francis Fukuyama

H
Michel Hermans

## K
- Ferdinand Graf Kinsky---
- Rudolf Kjellen

## M
- Niccolò Machiavelli

## N
- Claude Nigoul

S
- Carl Schmitt
- Vasile Secăreș
- Oleg Serebrian
- Dorel Șandor

W
- Kenneth Waltz